# Yerkir Media
Yerkir Media (en arménien Երկիր Մեդիա) est le nom d'une compagnie de télévision privée d'Arménie et du Haut-Karabagh dirigée par David Akobian. Fondée en 2003, elle reçoit sa licence le 29 décembre 2004 de la commission nationale télévisuelle et radiophonique arménienne sur le canal 56 M.
Elle émet depuis le 28 juin 2010 à partir du satellite Hot Bird dans le monde entier.
Elle fait travailler des correspondants à Los Angeles, à Boston, à Tbilissi, au Liban, en Russie, en Turquie, en Iran, en Syrie et en France.